# Марка Крайна
Марка Крайна или Маркграфство Крайна (на латински: Marca Carniola; на словенски: Kranjska krajina; на немски: Mark Krain) е територия на Свещената Римска империя, предшественик на Херцогство Крайна в днешна Словения.
Организирано е през 1040 г. Първите маркграфове са графовете на Семпт-Еберсберг от род Зигхардинги с резиденция замъка в Кран (в Словения). Следващите маркграфове са от род Епенщайни

## Маркграфове на Крайна
- Попо I, 1040 – 1044, граф на Ваймар, също маркграф на Истрия 1012
- Улрих I, 1045 – 1070, син, граф на Ваймар, също маркграф на Истрия от 1060
- Попо II, 1070 – 1098, син, също маркграф на Истрия от 1096
  - Улрих II, 1098 – 1107, брат, граф на Ваймар, също маркграф на Истрия

Спанхайми (Спонхайми):
- Енгелберт I, 1107 – 1124, също маркграф на Истрия, херцог на Каринтия от 1122
- Енгелберт II, 1124 – 1173, син, също маркграф на Истрия

Андекска династия:
- Бертхолд I, 1173 – 1188, също маркграф на Истрия

Херцози на Мерания:
- Бертолд II, 1188 – 1204
- Хайнрих, 1204 – 1228
- Ото I, 1228 – 1234
- Ото II, 1234 – 1248

Бабенберги:
- Фридрих II, 1245 – 1246, херцог на Австрия и Щирия 1230

Спанхайми:
- Улрих III, 1248 – 1269, също херцог на Австрия от 1256

Пршемисловци:
- Отокар II, 1269 – 1276, крал на Бохемия, също херцог на Австрия, Щирия и Каринтия

Хабсбурги:
- Рудолф, 1276 – 1286, германски крал 1273, също херцог на Австрия, Щирия и Каринтия 1282

Майнхардини:
- Майнхард II, 1286 – 1295, граф на Тирол 1258, също херцог на Каринтия,
- Хайнрих, 1295 – 1335, син, също крал на Бохемия 1306 и 1307 – 10, херцог на Каринтия и граф на Тирол

Хабсбурги:
- Албрехт II, 1335 – 1358, внук на крал Рудолф, херцог на Австрия, и Щирия 1330, също херцог на Каринтия
- Рудолф IV, 1358 – 1364, син, също херцог на Австрия, Щирия и Каринтия, граф на Тирол от 1363